# Lista över fornlämningar i Linköpings kommun (Sjögestad)
Lista över fornlämningar i Linköpings kommun (Sjögestad) är en förteckning av ett urval av de fornlämningar som finns i Sjögestad i Linköpings kommun.
| Namn                         | Lämningstyp                 | Tillkomsttid | Historisk indelning     | Plats | Läge                 | ID-nr          | Bild                                                                      |
| ---------------------------- | --------------------------- | ------------ | ----------------------- | ----- | -------------------- | -------------- | ------------------------------------------------------------------------- |
| Sjögestad 5:1                | Gravfält                    |              | Sjögestad, Östergötland |       | 58.374636, 15.390417 | 10048800050001 | Ladda upp en bild av detta fornminne                                      |
| Sjögestad 6:1                | Stensättning                |              | Sjögestad, Östergötland |       | 58.377503, 15.405320 | 10048800060001 | Ladda upp en bild av detta fornminne                                      |
| Sjögestad 10:1               | Stensättning                |              | Sjögestad, Östergötland |       | 58.369343, 15.404643 | 10048800100001 | Ladda upp en bild av detta fornminne                                      |
| Sjögestad 11:1               | Gravfält                    |              | Sjögestad, Östergötland |       | 58.362579, 15.395386 | 10048800110001 | Ladda upp en bild av detta fornminne                                      |
| Sjögestad 12:1               | Stensättning                |              | Sjögestad, Östergötland |       | 58.362468, 15.387183 | 10048800120001 | Ladda upp en bild av detta fornminne                                      |
| Sjögestad 12:2               | Stensättning                |              | Sjögestad, Östergötland |       | 58.362413, 15.387434 | 10048800120002 | Ladda upp en bild av detta fornminne                                      |
| Sjögestad 12:3               | Hög                         |              | Sjögestad, Östergötland |       | 58.362236, 15.387180 | 10048800120003 | Ladda upp en bild av detta fornminne                                      |
| Sjögestad 13:1               | Gravfält                    |              | Sjögestad, Östergötland |       | 58.361685, 15.384124 | 10048800130001 | Ladda upp en bild av detta fornminne                                      |
| Sjögestad 14:1               | Gravfält                    |              | Sjögestad, Östergötland |       | 58.368094, 15.383806 | 10048800140001 | Ladda upp en bild av detta fornminne                                      |
| Sjögestad 15:1               | Stensättning                |              | Sjögestad, Östergötland |       | 58.367439, 15.383830 | 10048800150001 | Ladda upp en bild av detta fornminne                                      |
| Högen (Sjögestad 16:1)       | Hög                         |              | Sjögestad, Östergötland |       | 58.367101, 15.383398 | 10048800160001 | Ladda upp en bild av detta fornminne                                      |
| Sjögestad 17:1               | Stensättning                |              | Sjögestad, Östergötland |       | 58.366695, 15.383971 | 10048800170001 | Ladda upp en bild av detta fornminne                                      |
| Sjögestad 18:1               | Stensättning                |              | Sjögestad, Östergötland |       | 58.367779, 15.388381 | 10048800180001 | Ladda upp en bild av detta fornminne                                      |
| Sjögestad 18:2               | Stensättning                |              | Sjögestad, Östergötland |       | 58.367554, 15.387704 | 10048800180002 | Ladda upp en bild av detta fornminne                                      |
| Sjögestad 19:1               | Runristning                 |              | Sjögestad, Östergötland |       | 58.366817, 15.371624 | 10048800190001 | Ladda upp en till bild av detta fornminne                                 |
| Sjögestad 19:2               | Runristning                 |              | Sjögestad, Östergötland |       | 58.366951, 15.371557 | 10048800190002 | Ladda upp en till bild av detta fornminne                                 |
| Sjögestad 21:1               | Stensättning                |              | Sjögestad, Östergötland |       | 58.338320, 15.376944 | 10048800210001 | Ladda upp en bild av detta fornminne                                      |
| Sjögestad 21:2               | Stensättning                |              | Sjögestad, Östergötland |       | 58.338489, 15.377105 | 10048800210002 | Ladda upp en bild av detta fornminne                                      |
| Sjögestad 21:3               | Stensättning                |              | Sjögestad, Östergötland |       | 58.338630, 15.377087 | 10048800210003 | Ladda upp en bild av detta fornminne                                      |
| Sjögestad 22:1               | Stensättning                |              | Sjögestad, Östergötland |       | 58.351551, 15.388017 | 10048800220001 | Ladda upp en bild av detta fornminne                                      |
| Sjögestad 22:2               | Stensättning                |              | Sjögestad, Östergötland |       | 58.351419, 15.388046 | 10048800220002 | Ladda upp en bild av detta fornminne                                      |
| Sjögestad 22:3               | Stensättning                |              | Sjögestad, Östergötland |       | 58.351329, 15.388075 | 10048800220003 | Ladda upp en bild av detta fornminne                                      |
| Sjögestad 23:1               | Stensättning                |              | Sjögestad, Östergötland |       | 58.356557, 15.391198 | 10048800230001 | Ladda upp en bild av detta fornminne                                      |
| Sjögestad 25:1               | Stensättning                |              | Sjögestad, Östergötland |       | 58.349737, 15.405304 | 10048800250001 | Ladda upp en bild av detta fornminne                                      |
| Sjögestad 25:2               | Stensättning                |              | Sjögestad, Östergötland |       | 58.349872, 15.405702 | 10048800250002 | Ladda upp en bild av detta fornminne                                      |
| Lustigkulle (Sjögestad 26:1) | Hög                         |              | Sjögestad, Östergötland |       | 58.370591, 15.383322 | 10048800260001 | Ladda upp en bild av detta fornminne                                      |
| Sjögestad 29:1               | Runristning                 |              | Sjögestad, Östergötland |       | 58.353705, 15.361605 | 10048800290001 | Ladda upp en bild av detta fornminne                                      |
| Sjögestad 30:1               | Runristning                 |              | Sjögestad, Östergötland |       | 58.353723, 15.361168 | 10048800300001 | Ladda upp en bild av detta fornminne                                      |
| Sjögestad 34:1               | Stensättning                |              | Sjögestad, Östergötland |       | 58.369033, 15.349553 | 10048800340001 | Ladda upp en bild av detta fornminne                                      |
| Sjögestad 34:2               | Stensättning                |              | Sjögestad, Östergötland |       | 58.369040, 15.349912 | 10048800340002 | Ladda upp en bild av detta fornminne                                      |
| Sjögestad 34:3               | Stensättning                |              | Sjögestad, Östergötland |       | 58.369083, 15.349279 | 10048800340003 | Ladda upp en bild av detta fornminne                                      |
| Sjögestad 35:1               | Stenkrets                   |              | Sjögestad, Östergötland |       | 58.368438, 15.349410 | 10048800350001 | Ladda upp en bild av detta fornminne                                      |
| Sjögestad 37:1               | Runristning                 |              | Sjögestad, Östergötland |       | 58.367896, 15.341185 | 10048800370001 | Ladda upp en till bild av detta fornminne                                 |
| Sjögestad 39:1               | Stensättning                |              | Sjögestad, Östergötland |       | 58.351434, 15.340560 | 10048800390001 | Ladda upp en bild av detta fornminne                                      |
| Sjögestad 40:1               | Hög                         |              | Sjögestad, Östergötland |       | 58.359442, 15.362440 | 10048800400001 | Ladda upp en bild av detta fornminne                                      |
| Sjögestad 41:1               | Gravfält                    |              | Sjögestad, Östergötland |       | 58.332985, 15.365120 | 10048800410001 | Ladda upp en bild av detta fornminne                                      |
| Sjögestad 42:1               | Gravfält                    |              | Sjögestad, Östergötland |       | 58.335502, 15.370542 | 10048800420001 | Ladda upp en bild av detta fornminne                                      |
| Sjögestad 45:1               | Hög                         |              | Sjögestad, Östergötland |       | 58.359338, 15.389535 | 10048800450001 | Ladda upp en bild av detta fornminne                                      |
| Sjögestad 47:1               | Stensättning                |              | Sjögestad, Östergötland |       | 58.368740, 15.390370 | 10048800470001 | Ladda upp en bild av detta fornminne                                      |
| Sjögestad 50:1               | Stensättning                |              | Sjögestad, Östergötland |       | 58.374302, 15.345198 | 10048800500001 | Ladda upp en bild av detta fornminne                                      |
| Sjögestad 51:1               | Grav markerad av sten/block |              | Sjögestad, Östergötland |       | 58.367807, 15.342139 | 10048800510001 | Ladda upp en bild av detta fornminne                                      |
| Sjögestad 52:1               | Stensättning                |              | Sjögestad, Östergötland |       | 58.368928, 15.348016 | 10048800520001 | Ladda upp en bild av detta fornminne                                      |
| Sjögestad 56:1               | Stensättning                |              | Sjögestad, Östergötland |       | 58.370935, 15.361147 | 10048800560001 | Ladda upp en bild av detta fornminne                                      |
| Sjögestad 56:2               | Hällristning                |              | Sjögestad, Östergötland |       | 58.370837, 15.360909 | 10048800560002 | Ladda upp en bild av detta fornminne                                      |
| Viby 2:2                     | Runristning                 |              | Sjögestad, Östergötland |       | 58.367775, 15.340988 | 10052200020002 | [[Fil::Ög207 Enebacken - KMB - 16000300028449.jpg\|100x200px\|centrerad]] |